# Bubo capensis
Bubo capensis là một loài chim trong họ Strigidae.

## Hình ảnh

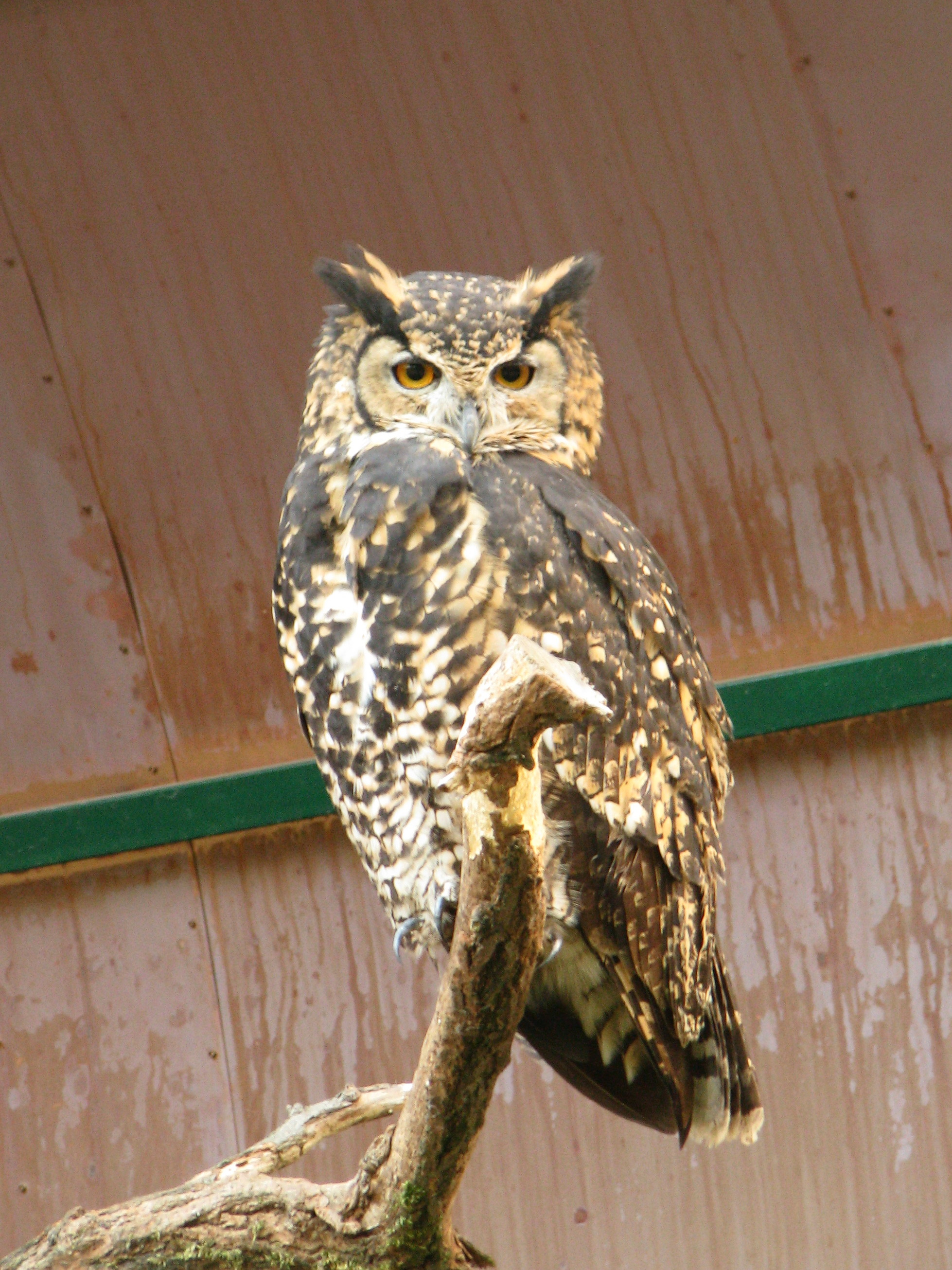
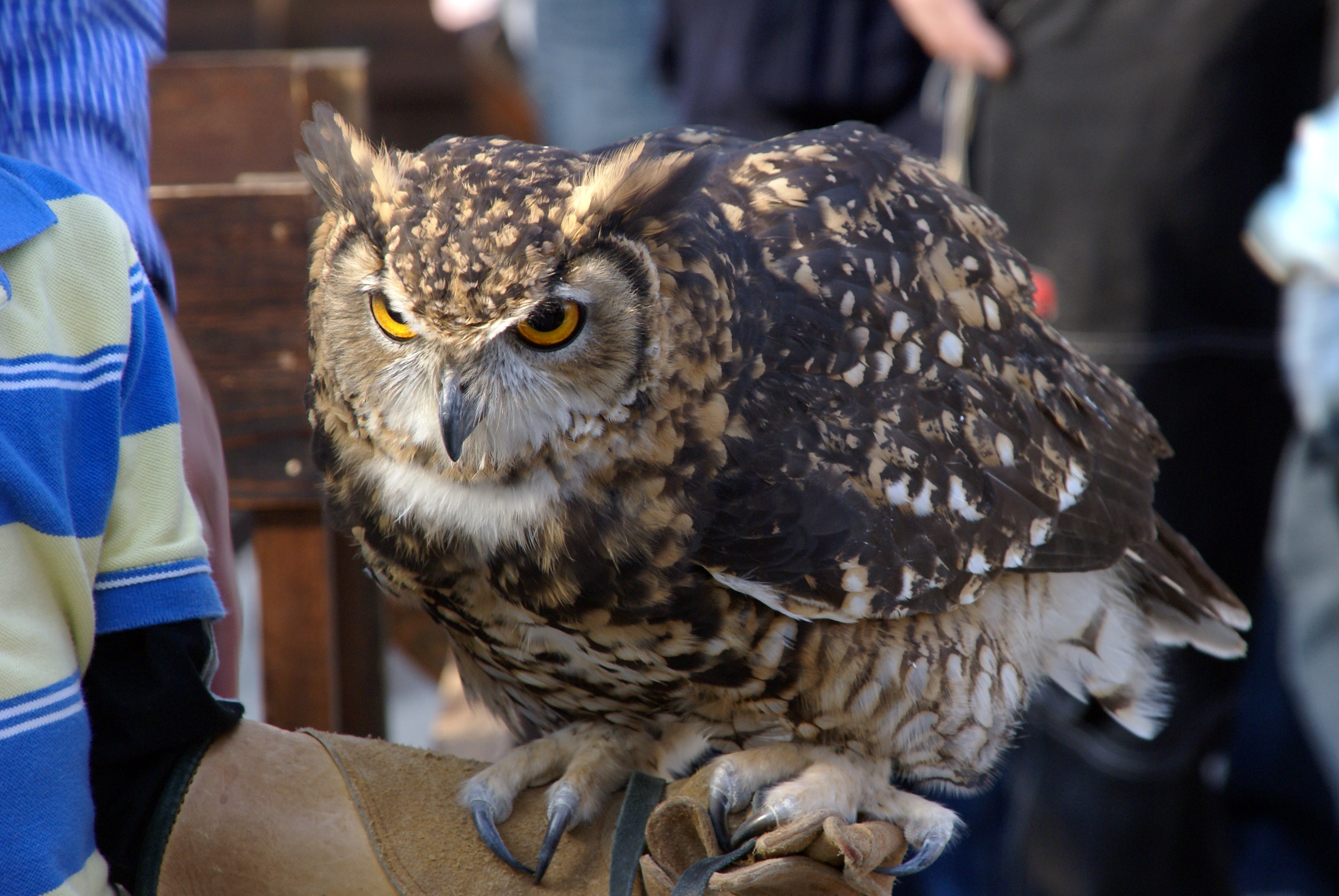
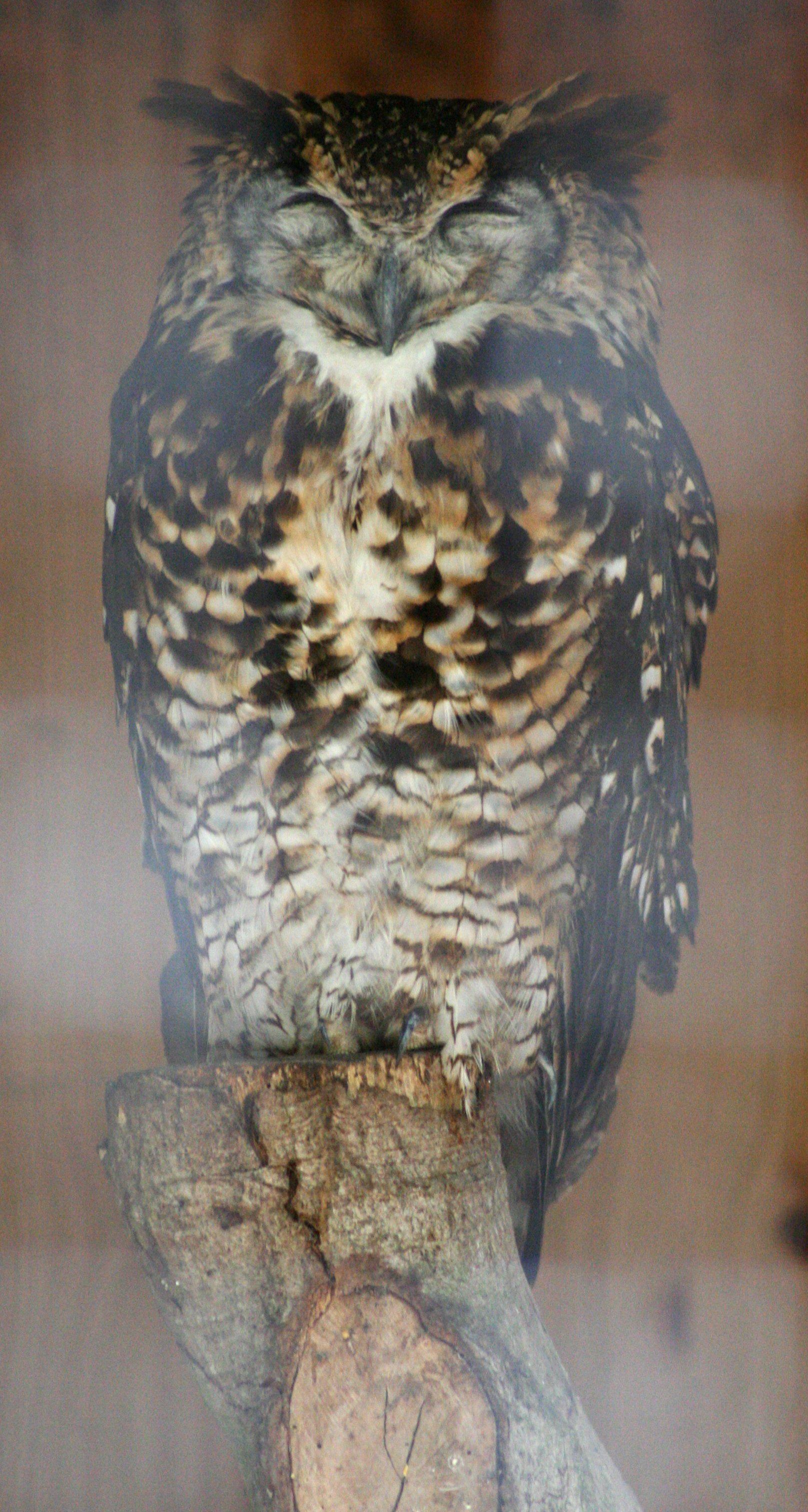